# Faysal bin Turki bin Nasser Al Sa'ud
Fayṣal bin Turkī bin Nāṣer Āl Saʿūd (in arabo فيصل بن تركي بن ناصر آل سعود‎?; Riad, 9 aprile 1973) è un principe, diplomatico e dirigente sportivo saudita, membro della famiglia reale Āl Saʿūd.

## Biografia
Il principe Faysal è nato a Riad il 9 aprile 1973 ed è figlio del principe Turki bin Nasser e della principessa Noura, una delle figlie del defunto principe ereditario Sultan.
Completati gli studi con un master in politica internazionale, è entrato nel servizio diplomatico.
Presso l'ambasciata saudita a Washington è stato vice direttore dell'ufficio dell'istruzione, vice direttore dell'ufficio sanitario, membro del consiglio per gli affari politici, consigliere speciale dell'ambasciatore principe Bandar bin Sultan e infine vicepresidente del consiglio per gli affari politici.
Nel 2009 è stato eletto presidente del club calcistico Al-Nassr. Durante il suo mandato la squadra ha vinto la Coppa del Principe della Corona nel 2014 e il campionato nazionale nel 2014 e nel 2015.

## Vita personale
Fino al 2012 il principe era sposato con una cugina, la principessa Reema bint Bandar. Dalla loro unione sono nati i suoi primi tre figli. L'anno successivo si è risposato con Al Anoud bint Mish'al bin Mohammed bin Sa'ud che gli ha dato altre due figlie.